# Swedish Open 2009
Il Collector Swedish Open 2009 è stato un torneo di tennis giocato sulla terra rossa.
È stata la 1ª edizione del Collector Swedish Open (la 62a dello Swedish Open). 
Si è giocato a Båstad in Svezia, dal 4 all'11 luglio 2009 il torneo femminile, dall'11 al 19 luglio il torneo maschile.

## Partecipanti WTA

### Teste di serie
| Giocatrice               | Nazionalità     | Ranking* | Testa di serie |
| ------------------------ | --------------- | -------- | -------------- |
| Caroline Wozniacki       | Danimarca       | 9        | 1              |
| Dominika Cibulková       | Slovacchia      | 13       | 2              |
| Flavia Pennetta          | Italia          | 15       | 3              |
| Kaia Kanepi              | Estonia         | 25       | 4              |
| Sorana Cîrstea           | Romania         | 27       | 5              |
| Anastasija Pavljučenkova | Russia          | 29       | 6              |
| Carla Suárez Navarro     | Spagna          | 34       | 7              |
| Iveta Benešová           | Repubblica Ceca | 35       | 8              |

- Ranking al 22 giugno 2009.

### Altre giocatrici
Giocatrici che hanno ricevuto una Wild card:
- Sofia Arvidsson
- Ellen Allgurin
- Johanna Larsson

Giocatrici passate dalle qualificazioni:

- Ksenia Palkina
- Michaela Johansson
- Julia Vakulenko
- Iryna Burjačok

## Partecipanti ATP

### Teste di serie
| Giocatore         | Nazionalità | Ranking* | Testa di serie |
| ----------------- | ----------- | -------- | -------------- |
| Fernando Verdasco | Spagna      | 9        | 1              |
| Robin Söderling   | Svezia      | 12       | 2              |
| Tommy Robredo     | Spagna      | 14       | 3              |
| Jürgen Melzer     | Austria     | 30       | 4              |
| Nicolás Almagro   | Spagna      | 42       | 5              |
| Florent Serra     | Francia     | 52       | 6              |
| Christophe Rochus | Belgio      | 57       | 7              |
| Máximo González   | Argentina   | 58       | 8              |

- Ranking al 6 luglio 2009.

### Altri giocatori
Giocatori che hanno ricevuto una Wild card:
- Daniel Berta
- Andreas Vinciguerra
- Grigor Dimitrov

Giocatori passati dalle qualificazioni:

- Peter Luczak
- Guillermo Cañas
- Daniel Gimeno Traver
- Potito Starace

## Campioni

### Singolare maschile
Robin Söderling ha battuto in finale  Juan Mónaco con il punteggio di 6–3, 7–6(4)

### Singolare femminile
María José Martínez Sánchez ha battuto in finale  Caroline Wozniacki con il punteggio di 7–5, 6–4

### Doppio maschile
Jaroslav Levinský /  Filip Polášek hanno battuto in finale  Robin Söderling /  Robert Lindstedt con il punteggio di 1–6, 6–3, 10–7

### Doppio femminile
Gisela Dulko /  Flavia Pennetta hanno battuto in finale  Nuria Llagostera Vives /  María José Martínez Sánchez con il punteggio di 6–2, 0–6, 10–5